# Тобилевичи
Тобилевичи (пол. Tobilewicz) — старинный шляхетский род герба Трживдар. Этот герб используется также более чем двадцатью другими родами.

## История
Фамилия Тобилевич употреблялась в актах Великого княжества Литовского середины XVI века. Получение родом герба от польского короля произошло около 1563 года.
Первый известный предок рода Тобилевичей — шляхтич Михал (Михаил) Тобилевич герба Трживдар, родившийся около 1685 года. От брака с дворянкой Розалией Зарницкой (Жорницкой) он имел сына — Антония (Антона) Тобилевича 1710 года рождения. От брака Антония Тобилевича и дворянки Марианны Шандровской герба Сас родился сын — Шимон Тобилевич, который был крещен 28 октября 1742 года. В 1770-х годах Шимон Тобилевич поселился в городке Турия Чигиринского уезда Киевского воеводства (ныне село Турия Кировоградской области Украины), где занимал должность таможенного стражника украинского Провинции коронного Сокровища Речи Посполитой. От его брака с дворянкой Барбарой Шандровской герба Сас родились дети: Устина Тобилевич герба Трживдар (род. 1778), Ева Тобилевич герба Трживдар (род. 1779), Юзефа Тобилевич герба Трживдар (род. 1782), Адам Тобилевич герба Трживдар (род. 1793) и Винцентий Тобилевич герба Трживдар (род. 1794).
После присоединения Правобережной Украины к Российской империи, согласно указу Екатерины II от 21 апреля 1785 года, для утверждения в русском дворянстве польская шляхта должна была доказывать своё благородное происхождение. Род Тобилевичей предоставил соответствующие документы, на основании которых 15 апреля 1804 был внесён в I-ю часть Родословной книги дворян Киевской губернии. Однако Киевская губернская ревизионная комиссия, просмотрев дело 19 августа 1838 года, отказала в утверждении этого рода в дворянстве. После подавления польского восстания 1863—1864 годов, по Высочайшему указу от 1864 года, рассмотрение прав на дворянство родов, происходивших из бывшей польской шляхты, было прекращено. Тобилевичи не попали в категорию дворянских родов и продолжили дальнейшие ходатайства о признании их в российском наследственном дворянстве. Занимался этим большей частью Карп Адамович Тобилевич. В конце-концов Правительствующий сенат из-за недостаточности собранных документов и ошибки в написании фамилии (в первых бумагах значилось Тубилевич, а в новых — Тобилевич) — отказал в признании потомственного дворянства рода Тобилевичей.

## Представители рода

Братья Тобилевич, слева направо: Николай, Иван, Панас.

- Тобилевич, Евгений Петрович (сценический псевдоним — Рыбчинский, сын Петра Тобилевича) — певец и актёр театра Николая Садовского.
- Тобилевич, Иван Карпович (литературный псевдоним — Карпенко-Карый; 1845—1907) — украинский драматург, актёр, режиссёр.
- Тобилевич, Мария Карповна (сценический псевдоним — Садовская, в замужестве — Садовская-Барилотти; 1855—1891) — украинская оперная певица и драматическая артистка.
- Тобилевич, Николай Карпович (сценический псевдоним — Садовский; 1856—1933) — украинский актёр и режиссёр, один из основоположников украинского национального профессионального театра.
- Тобилевич, Николай Николаевич (сын Николая Садовского; 1897—1964) — подполковник Армии Украинской Народной Республики, политический деятель Правительства УНР в изгнании.
- Тобилевич, Панас Карпович (сценический псевдоним — Саксаганский; 1859—1940) — украинский актёр, режиссёр, театральный деятель.
- Тобилевич, Пётр Карпович (1849—1908) — российский государственный деятель.
- Тобилевич, София Витальевна (в девичестве — Дитковская; 1860—1953) — украинская актриса, писательница.

- Тобилевич-Кресан, Мария Ивановна (дочь Ивана Тобилевича; 1883—1957) — украинская писательница-переводчик и театральный деятель.

### Генеалогия
- Михал (Михаил) Тобилевич, жена — Розалия Зарницкая (Жорницкая)
  - Антоний (Антон) Тобилевич, жена — Марианна Шандровская
    - Шимон (Семён) Тобилевич, жена — Барбара Шандровская
      - Устина Тобилевич (род. 1778)
      - Ева Тобилевич (род. 1779)
      - Юзефа Тобилевич (род. 1782)
      - Винцентий (Викентий) Тобилевич (род. 1794)
      - Адам Тобилевич (род. 1793), жена — Анастасия
        - Гаврила Адамович Тобилевич
        - Степан Адамович Тобилевич
        - Карп Адамович Тобилевич (1816—1904), жена — Евдокия Зиновьевна Садовская (ум. 1879)
          - Михаил Карпович Тобилевич (1847—1917) — коллежский советник, Аккерманский уездный исправник в 1903
            -  Евгения Михайловна Тобилевич (1880—1958)

          - Иван Карпович Тобилевич (Карпенко-Карый, 1845—1907), первая жена — Надежда Карловна Тарковская (1852—1882), в браке родилось семь детей — Виссарион (ум. млад.), Галина, Николай (ум. млад.), Екатерина (ум. млад.), Назар, Юрий, Орыся; вторая жена — София Витальевна Дитковская (1860—1953), удочерил дочь С. В. Дитковской — Марию.
            - Галина Ивановна Тобилевич (1872—1882)
            - Назар Иванович Тобилевич (1874—1949)
            - Юрий Иванович Тобилевич (1876—1925)
              - Андрей Юрьевич Тобилевич (1905—1979)
              - Назар Юрьевич Тобилевич (1909—2001) — дед украинского театрального режиссёра Андрея Жолдака.

            - Орыся Ивановна Тобилевич (1879—?)
            - Мария Ивановна Тобилевич (1883—1957) — удочеренная И. К. Тобилевичем (Карпенко-Карым) дочь С. В. Дитковской.

          - Пётр Карпович Тобилевич (1849—1908)
            - Евгений Петрович Тобилевич
            - Павел Петрович Тобилевич
            - Сергей Петрович Тобилевич
            - Пётр Петрович Тобилевич
            - Ксения Петровна Тобилевич

          - Мария Карповна Тобилевич (Садовская-Барилотти, 1855—1891)
          - Николай Карпович Тобилевич (Садовский, 1856—1933), жена — Евгения Базилевская
            - Николай Николаевич Тобилевич (1897—1964)
            - Юрий Николаевич Тобилевич (1899—1909)

          - Панас Карпович Тобилевич (Саксаганский, 1859—1940), первая жена — Хильченко Мелания Григорьевна, вторая жена — Левченко Нина Митрофановна
            - Пётр Панасович Тобилевич (1890—1949)
              - Глеб Петрович Тобилевич (1923—1943),
              - Богдан Петрович Тобилевич (1920—2002) — заслуженный архитектор РСФСР
                - Пётр Богданович Тобилевич (род. 24.06.1944—12.09.2022) — актёр дубляжа; жена — Нина Михайловна — актриса дубляжа

Ветвь неизвестного происхождения:
- Тобилевич Михаил Мартынович (1880—1965), жена — Тобилевич Оксана Ефимовна (в девичестве Куколова, ум. 1933), дети:
  - Тобилевич Анна Михайловна[5] (1921—2011).